# پاسیی پوتوک
پاسیی پوتوک (به صربی: Pasji Potok) یک منطقهٔ مسکونی در صربستان است که در نووی پازار واقع شده‌است.